# 施壽明
施寿明（1557年—？），字孟祝，號昌雲，浙江湖州府归安县人，明朝政治人物。

## 生平
嘉靖丁巳年（1557年）正月十七日生。萬曆十九年（1591年）与弟施浚明同中辛卯科浙江鄉試舉人，位列第四十三名，萬曆二十三年（1595年）成乙未科會試第十九名，廷試三甲第二百二十五名進士，刑部觀政，二十四年授凤阳府學教授，二十七年升國子監助教，二十八年升南兵部武库司主事。三十一年升郎中，三十二年升雲南佥事，後聽調。

## 家族
曾祖施簡。祖施守成，敕封文林郎推官，累贈奉政大夫。父施可大，嘉靖四十年舉人，建宁府同知。母白氏，敕贈孺人，累贈宜人。严侍下。弟施浚明（南工部主事）、豫明、鸿明。從弟治明、盛明、隆明。娶丘氏，子煌璲、煌璐、煌琮（煌瑀）、煌球。